# Moate
Moate (An Móta en irlandès, que fa referència a un "castell de mota i pati" construït pels cambro-normands) és una ciutat d'Irlanda, capital del comtat de Westmeath, a la província de Leinster. La vila és un mercat important i un centre quàquer.
Moate es troba al marges del riu Cloghatanny, també conegut com a Moate Stream, tributari del riu Brosna. La confluència entre el Cloghatanny i el Brosna està 7,5 kilòmetres al sud-oest de Moate, o 3 km a l'oest de Clara. Es troba en la cvarretera R446 entre Kinnegad i Athlone.

## Parc Memorial Patrick Kelly
El desembre de 2008 es va obrir un parc memorial que va rebre el nom de l'únic soldat irlandès mort en combat a Irlanda des de la fi de la Guerra Civil Irlandesa. El 16 de desembre de 1983 Patrick Kelly, originari de Moate, va intentar alliberar l'empresari estatunidenc Don Tidey, qui havia estat segrestat per l'IRA Provisional. Fou mort d'un tret dels militants de l'IRA juntament amb el Garda a Derrada Woods en Ballinamore, comtat de Leitrim.